# مير حسين موسوي
مير حسين الموسوي (2 مارس 1942-) رئيس وزراء ووزير خارجية إيراني أسبق. شغل موسوي منصب رئيس الوزراء طيلة الحرب العراقية الإيرانية وفترة رئاسة علي خامنئي. كان موسوي آخر رئيس وزراء إيراني فقد ألغي هذا المنصب بعده. خاض انتخابات الرئاسة الإيرانية في يونيو 2009 التي فاز بها محمود أحمدي نجاد. وقد اعترض كل من مير حسين موسوي والمرشح مهدي كروبي على نتيجة الانتخابات واعتبراها مزورة. أثار اعتراضهما ضجة في البلاد ولاقى دعما شعبيًا كبيرًا. سجن موسوي في بيته من 2009 إلى الآن وهو يعيش الآن تحت الإقامة الجبرية.

## حياته
ولد السيّد ميرحسين بن إسماعيل الموسوي بتاريخ 29 سبتمبر 1942 في خامنه قرب تبريز عاصمة إقليم أذربيجان في الشمال ( الغربي) لإيران. تخرج من كلية الهندسة المعمارية من جامعة تربية مدرس في طهران عام 1970، ويجيد اللغتين الإنجليزية واللغة العربية فضلاً عن الفارسية ولغته الآذريّة.
بدأ حياته السياسية أثناء دراسته الجامعية حيث انضم إلى الحركة الطلابية المناهضة للشاه، وبعد تخرجه أسس حركة الإيرانيين الإسلامية. ودعم الثورة الإسلامية في إيران وعين بعد نجاحها رئيساً لتحرير صحيفة «جمهوري إسلامي» واشتهر آنذاك بمقالاته النارية التي دافع فيها عن الثورة في وجه معارضي النظام الإسلامي. عين بعدها وزيراً للخارجية في حكومة محمد علي رجائي في عام 1981 ثم تولى بعدها منصب رئاسة مجلس الوزراء بدعم من آية الله الخميني واستمر في منصبه خلال حرب الخليج الأولى (1980-1988) حتى ألغي هذا المنصب بموجب دستور عام 1989 وكرم لنجاحه في إدارة الاقتصاد أثناء الحرب.
لم يتول مير حسين موسوي أي منصب رسمي بعد ذلك، واكتفى بعضوية بعض اللجان الثورية كما تابع عمله أستاذًا جامعيًا وأقام معارض عدة للتصوير الفوتوغرافي والرسم قبل أن يعود للحياة السياسية مستشاراً للرئيس محمد خاتمي ما بين عامي 1997 و2005. وفي 9 مارس 2009، أعلن موسوي ترشحه لمنصب الرئاسة في إيران، وفي 16 مارس إي بعد اسبوع من ترشح موسوي أعلن محمد خاتمي سحب ترشحه لمنصب الرئاسة، ودعمه لمير حسين موسوي. وفي يونيو 2009، أعلن فوز محمود أحمدي نجاد بالانتخابات الإيرانية، فطعن موسوي بنتائج الانتخابات وبدأ بقيادة تظاهرات في الشارع ضد نتائجها بمشاركة محمد خاتمي ومهدي كروبي، ودعمه في هذا الاتجاه عدد من رجال الدين المهمين في قم من أبرزهم رجل الدين حسين علي منتظري.

## روابط خارجية
- مير حسين موسوي على موقع الموسوعة البريطانية (الإنجليزية)
- مير حسين موسوي على موقع مونزينجر (الألمانية)